# 旅路 (1967年のテレビドラマ)
『旅路』（たびじ）は、1967年（昭和42年）4月3日から1968年（昭和43年）3月30日まで放送されたNHK連続テレビ小説の第7作。平岩弓枝が自らの同名小説を脚本した。全309回。

## 概要
北海道、東京、大阪、京都、三重を舞台に、国鉄職員とその妻の愛情を中心に、大正・昭和を生きる人々を描く。
本作が朝ドラ最後の白黒放送である。別キャストによる映画版（後段に記載）も公開された。
『おはなはん』同様に特集という形で総集編が放送された。本放送版で現存するのは第28回、第42回、最終回の3話のみである。
放送期間平均視聴率は45.8%、最高視聴率は1983年度の『おしん』に次いで歴代第2位の56.9%である（ビデオリサーチ調べ、関東地区・世帯）。
本作後、男性主人公の作品は、『ロマンス』（1984年度上半期）まで途切れる。

## キャスト
室伏雄一郎
演 - 横内正（幼少期：武岡淳一、少年期：亀谷雅行）
室伏有里
演 - 日色ともゑ
室伏嘉一
演 - 宇野重吉
室伏しの
演 - 岸旗江
室伏はる子（伊東はる子）
演 - 久我美子
室伏千枝（岡本千枝）
演 - 長山藍子
千枝の夫・岡本良平
演 - 山田吾一
和田三千代 → 佐々木三千代
演 - 十朱幸代（幼少期：畠山淑子、少女期：岡田由紀）
塩谷駅長・南部斎五郎
演 - 加東大介
駅手・伊東栄吉
演 - 名古屋章
関根重彦
演 - 小山田宗徳
坂井正作
演 - 松山省二
佐藤良一
演 - 三上左京
吉川光夫
演 - 島田景一郎
室伏秀夫
演 - 関口宏
室伏奈津子
演 - 波乃久里子
室伏秀彦
演 - 程田光春
教官
演 - 森幹太
岡田助役
演 - 西国成男
楠本助役
演 - 木下秀雄
医者
演 - 有馬昌彦
女中
演 - 大坪日出代
雪子
演 - 角谷美佐子
その他
演 - 賀原夏子、林寛子、高野浩幸、川辺久造、堀井永子、柳谷寛、土屋嘉男、斎藤隆、清水京子、加藤道子、竹尾智晴、三川雄三、東山照子、宝生あや子、真屋順子、内田朝雄、菅井きん、柳川慶子、永井柳太郎、阿部光子、飯田桂子、田中賤男、真木みどり、福地悟朗、小野泰次郎、天草四郎、三好久子、加藤和夫、茅島成美、桜井良子、市原清彦、大滝秀治、武内文平、三崎千恵子、松村彦次郎、鈴木光枝、七尾伶子、前沢廸雄、中村武己、高坂真琴、山崎純資、夏川静江、嵯峨善兵、今村原兵、松村智毅、河村久子、赤木春恵、荘司洋子、東一彦、今西正男、木島肖子、神田隆、和沢昌治、大出俊、小夜福子、西村淳二、松本圭子、富田正明、磯野秋雄、高橋誠一郎、吉原正晧、渡辺篤史、二本柳敏恵、近江俊輔、磯村千花子、大友町子、鈴木洋子、田中美恵子、広田治美、松下達夫、依田英助、八木昌子、生井健夫、渡辺京子、小笠原弘子、北島マヤ、中村是好、牛崎敬子、土方弘、小野川公三郎、安部徹、溝井哲夫、永井百合子、弥富光夫、村上冬樹、長谷川雄二、田所千津子、川尻則子、小瀬格、長浜藤夫、犀川ひろみ

## スタッフ
- 脚本 - 平岩弓枝[2]
- 音楽 - 依田光正[2]
- 語り - 山内雅人[2]
- 制作 - 熊野昌夫[2]
- 演出 - 小林利雄 (テレビ演出家)[2]、浦野進、小林万顕

## その他
- 国道12号沿い、夢殿観音近くに「旅路」の石碑がある。
- 本作でメインの蒸気機関車として登場した9600形9633号機は、引退後、京都市の梅小路蒸気機関車館 → 京都鉄道博物館に保存展示されている。

## 映画版
1967年11月12日公開。製作は東映（東京撮影所）。カラー・シネスコ。1時間47分。

### スタッフ
- 監督：村山新治
- 撮影：飯村雅彦
- 脚本：田中澄江
- 音楽：小杉太一郎
- 美術：森幹男

### 出演
- 室伏有里：佐久間良子
- 室伏雄一郎：仲代達矢、小池修一（10歳時）、小倉一郎（14歳時）
- 室伏千枝：悠木千帆
- 良平：鈴木ヤスシ
- 三千代：宮園純子、植田多華子（8歳時）
- はる子：小山明子、黒川志保美（15歳時）
- しの：原泉
- 新平：菅井一郎
- 伊藤栄吉：木村功、石坂博（17歳時）
- 関根：村井国夫
- 雄一郎の伯父：浮田左武郎
- 雄一郎の伯母：日高ゆりえ
- みち：吉川満子
- 勇介：片山明彦
- 弘子：吉行和子
- 南部節子：三宅邦子
- 浦辺：高橋正夫
- 和子：城野ゆき
- 千代子：安城由貴子
- 助役：河合絃司
- 南部駅長：伊志井寛

### その他
- 映画版では、作品の舞台となる函館本線塩谷駅について、同駅ではなく、岩内線幌似駅を同駅に見立てて1967年8月にロケが行われた[10]。